# Special (Lost)
"Special" er det fjortende afsnit af tv-serien Lost. Episoden blev instrueret af Greg Yataines og skrevet af David Fury. Det blev første gang udsendt 19. januar 2005, og karaktererne Michael Dawson og Walt Lloyd vises i afsnittets flashbacks.